# Nicolas Beer
Nicolas Beer (ur. 5 kwietnia 1996) – duński kierowca wyścigowy.

## Życiorys

### ADAC Formel Masters
Beer rozpoczął karierę w jednomiejscowych samochodach wyścigowych w 2012 roku od startów w ADAC Formel Masters. Z dorobkiem trzynastu punktów został sklasyfikowany na szesnastym miejscu w końcowej klasyfikacji kierowców. Rok później w ciągu 24 wyścigów, w których wystartował, ośmiokrotnie stawał na podium, w tym raz na jego najwyższym stopniu. Dorobek 217 punktów uplasował go na czwartej pozycji w klasyfikacji generalnej.

### Formuła 3
W sezonie 2014 Duńczyk wystartował gościnnie podczas ostatniej rundy Niemieckiej Formuły 3. W drugi wyścigu uplasował się na piątej pozycji, a w trzecim był szósty.

## Wyniki

### Podsumowanie
| Sezon | Seria                | Zespół            | Wyścigi | Zwycięstwa | PP | NO | Podium | Punkty | Pozycja |
| ----- | -------------------- | ----------------- | ------- | ---------- | -- | -- | ------ | ------ | ------- |
| 2012  | ADAC Formel Masters  | HS Engineering    | 12      | 0          | 0  | 0  | 0      | 13     | 16      |
| 2013  | ADAC Formel Masters  | Neuhauser Racing  | 24      | 2          | 1  | 5  | 8      | 217    | 4       |
| 2014  | Niemiecka Formuła 3  | EuroInternational | 3       | 0          | 0  | 0  | 0      | 0      | NS†     |
| 2015  | Europejska Formuła 3 | EuroInternational | 4       | 0          | 0  | 0  | 0      | 0      | 31      |

† – Beer nie był wliczany do klasyfikacji.